# Věra Nosková

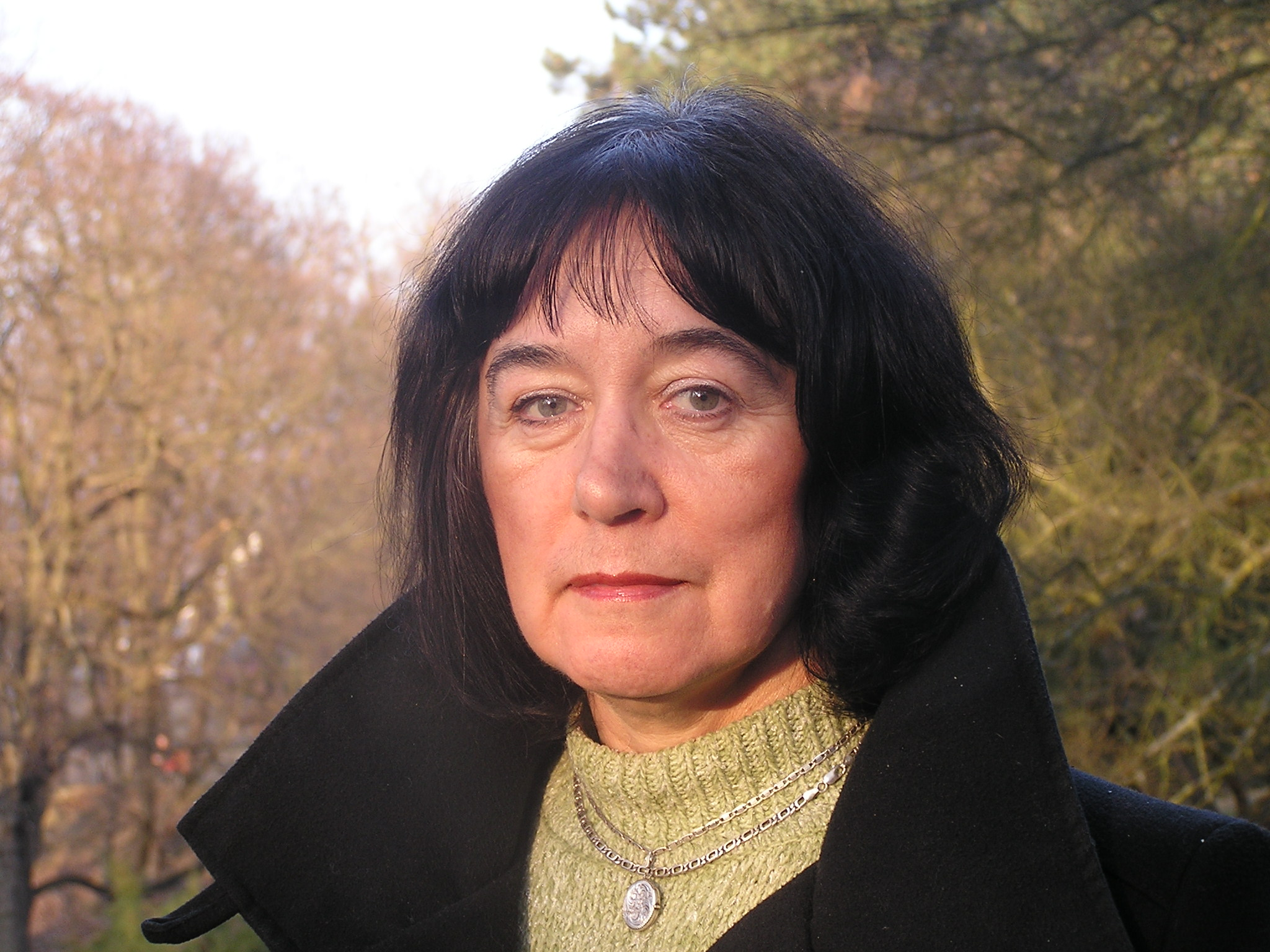
Věra Nosková, 2006

Věra Nosková (* 9. April 1947 in Hroznětín) ist eine tschechische Schriftstellerin, Journalistin und Förderin des kritischen Denkens.

## Leben
Ihre Kindheit verbrachte Věra Nosková im südböhmischen Strakonice. Später absolvierte sie eine pädagogische Schule in Prag. Vor dem politischen Umbruch 1989 übte sie unterschiedlichste Berufe aus – von Dekorateurin und Konditorin bis hin zu Archivarin und Zeichnerin im Architekten-Verband. Am längsten arbeitete sie als Erzieherin im Kindergarten und Nachterzieherin in einem Jugendheim in Prag.
Unmittelbar nach der Wende 1989 startete sie ihre Laufbahn als Journalistin und arbeitete für Zeitungen, Zeitschriften und den Rundfunk. Seit 2003 widmet sie sich dem Schreiben von Belletristik. In ihrem eigenen Verlag publiziert sie populärwissenschaftliche und literarische Werke.
Věra Nosková hat gemeinsam mit dem Astrophysiker Jiří Grygar einen tschechischen Skeptiker-Club, den Český klub skeptiků Sisyfos, ins Leben gerufen, dessen Aufgabe die Förderung des kritischen Denkens ist. Sie ist Mitglied des PEN-Club.
Věra Nosková lebt in Prag, ist verheiratet und hat zwei erwachsene Söhne.

## Werk

### Lyrik
In den 1960er und 1970er Jahren erschienen Gedichte von Nosková in Literaturzeitschriften. Manche ihrer lyrischen Texte wurden im Prager Theater Rubín rezitiert. Ihre Lyriksammlung Inkoustové pádlo (Tintenpaddel) wurde 1988 herausgegeben. 2013 hat Věra Nosková die Lyriksammlung Být básnířkou (Dichterin sein) herausgegeben.

### Journalismus
Nach 1989 arbeitete Nosková als Redakteurin beim Český deník (Tschechisches Tagblatt), bei der Landwirtschafts-Zeitschrift Týden (Woche), bei der Beilage der Wirtschaftszeitung Hospodářské noviny Věda a lidé (Wissenschaft und Menschen). Sie war Reporterin der Zeitung Blesk (Blitz) und freiberufliche Mitarbeiterin weiterer Tageszeitungen und Zeitschriften.
In den 1990er Jahren wirkte Nosková als Moderatorin des Tschechischen Rundfunksenders Vltava und war Autorin von Entwürfen für Fernsehsendungen. Derzeit verfasst sie regelmäßig Feuilletons für die Wochenzeitung Rozhlas (Rundfunk), schreibt Blogs für die Homepage des Tschechischen Fernsehens ČT24 und Kommentare für die Tageszeitung Mladá fronta Dnes.

### Belletristik
Seit 1996 hat Věra Nosková 14 Bücher geschrieben. Ihr vierter Roman Bereme co je (Wir nehmen was kommt), wurde von Literaturkritikern als ein Generationenroman bezeichnet und für den Preis Magnesia Litera vorgeschlagen. Das autobiografische Werk über das Heranwachsen in einer Kleinstadt ist zugleich ein zeitgeschichtliches Dokument über die kommunistische Diktatur der 1960er Jahre. Es ist der erste Teil einer Trilogie. Der zweite Teil Obsazeno (Besetzt), vorgeschlagen für den Josef Škvorecký-Preis, erzählt über die Zeit nach der sowjetischen Besatzung 1968. Beide Bände hat Český rozhlas (Tschechischer Rundfunk) als Fortsetzungsromane gesendet. Der dritte Band Víme svý (Wir wissen das Unsere) schließt die Trilogie mit der Schilderung der Zeit der Normalisierung in den 1970er Jahren in einer kleinen tschechischen Grenzstadt.
Věra Noskovás Kurzgeschichten-Sammlung Ať si holky popláčou (Die Mädels sollen sich ausweinen) wurde für den Božena-Němcová-Preis nominiert. Der Roman Proměny (Verwandlungen), den Nosková 2013 herausgab, wurde 2014 mit dem Leserpreis des Tschechischen Buchs (Cena čtenářů České knihy) ausgezeichnet. Das Buch wird als Fortsetzungsroman vom Český rozhlas gesendet. 2014 publizierte Nosková ihr erstes Kinderbuch Kamarád Jak (Freund Wie).

### Publizierte Bücher
- Inkoustové pádlo (Tintenpaddel), Lyrik, Středočeské nakladatelství (Mittelböhmischer Verlag), 1988
- Ten muž zemře (Dieser Mann wird sterben), Roman, Český spisovatel (Tschechischer Schriftsteller-Verlag), 1995, ISBN 80-202-0632-9
- Je to hustý (Das ist der Hammer), Kurzgeschichten, (Věra Nosková Verlag, Prag, 2003)
- Bereme, co je (Wir nehmen es, wie´s kommt), Roman, erste Auflage: V. Nosková Verlag, Prag, 2005 ISBN 80-903320-2-1, zweite Auflage: Edition Abonent ND (Verlag der Abonnenten des Nationaltheaters), Prag, 2005, dritte Auflage: V. Nosková Verlag, Prag, 2010 ISBN 978-80-87373-04-0, Audio book, Radio service, Prag 2010, Deutsch Auflage 2016[3]
- Ať si holky popláčou (Lasst die Mädels weinen), Feuilletons und Kurzgeschichten (Abonent ND, Prag, 2006) ISBN 80-7258-255-0
- Obsazeno (Besetzt), Roman, erste Auflage: MozART, Prag, 2007 ISBN 978-80-903891-0-6, zweite Auflage: V. Nosková Verlag, Prag, 2011 ISBN 978-80-87373-17-0
- Ve stínu mastodonta (Im Schatten des Mastodons), Kurzgeschichten, V. Nosková Verlag, Prag, 2008 ISBN 978-80-903320-5-8
- Víme svý (Wir wissen das Unsere), Roman, V. Nosková Verlag, Prag, 2008 ISBN 978-80-903320-7-2
- Ještě se uvidí (Wir werden sehen), drei Erzählungen, V. Nosková Verlag, Prag, 2009 ISBN 978-80-903320-9-6
- Přece by nám nelhali (Sie würden uns doch nicht anlügen), Feuilletons, V. Nosková Verlag, Prag, 2010 ISBN 978-80-87373-06-4
- Chraňme muže (Schützen wir die Männer), V. Nosková Verlag, Prag, 2010 ISBN 978-80-87373-05-7
- Příběhy mužů (Männergeschichten), Klika Verlag, Prag, 2012 ISBN 978-80-87373-32-3
- Být básnířkou (Dichterin sein), Lyrik, Klika Verlag, Prag, 2013 ISBN 978-80-87373-39-2
- Proměny (Verwandlungen), Roman (Klika Verlag, Prag, 2013) ISBN 978-80-87373-38-5
- Ať si holky popláčou (Lasst die Mädels weinen), Kurzgeschichten, (Klika Verlag, Prag, 2014), ISBN 978-80-87373-48-4